# 観光タクシー (鳥取県)
観光タクシー株式会社（かんこうタクシー）は、鳥取県鳥取市に本社を置き、鳥取県東部でタクシー・福祉タクシー・貸切バス（マイクロバス）を運行する事業者。

## 歴史
- 1955年
  - 9月3日 - 一般乗用旅客自動車運送事業免許認可[1]。
  - 10月1日 - 観光タクシーとして創業[1]。
- 1975年7月1日 - 観光タクシー株式会社を設立し法人化[1]。
- 1993年4月24日 - 観光交通株式会社に改称[2]。
- 1996年8月1日 - 福祉輸送事業部開設[1]。
- 2006年1月1日 - 貸切バス部門を有限会社自然堂（車体表記は自然堂交通）に売却[注釈 1]。
- 2006年4月 - 本社を鳥取市宮谷100番地13に移転。
- 2007年 - 貸切バス部門を再開。
- 2008年 
  - 子会社として株式会社インターパックを設立。
  - 8月19日 - 貸切バス部門を株式会社インターパックに移管[注釈 2]。
- 2009年8月10日 - 営業譲渡により観光タクシー有限会社となる[1]。本社を岩美郡岩美町新井566番地に移転。
- 2011年
  - 1月31日 - 一般貨物自動車運送事業免許認可[1]。
  - 3月17日 - 一般貸切旅客自動車運送事業免許認可[1]。
  - 4月12日 - 本社を岩美郡岩美町岩本923番地に移転。
- 2013年8月1日 - 本社を鳥取市吉成510番地に移転。岩美営業所を岩美郡岩美町浦富775番地1に移転。
- 2021年4月1日 - 交通空白地有償運送事業免許認可[1]。
- 2024年4月 - 有限会社から株式会社へ改組。本社を鳥取市行徳1丁目201番地4に移転[4]。

## 営業所（車庫）の所在地
- 鳥取本社（タクシー・大型ハイヤー・ジャンボタクシー・福祉タクシー・マイクロバス）
  - 鳥取県鳥取市行徳1丁目201番地4
- 岩美営業所（タクシー・大型ハイヤー・ジャンボタクシー）
  - 鳥取県岩美郡岩美町新井555-1
- 若桜営業所（タクシー）
  - 鳥取県八頭郡若桜町若桜1097番地1